# Rock and Roll Over
Rock and Roll Over war das 1976 erschienene, fünfte Studioalbum der US-amerikanischen Hard-Rock-Band Kiss und ihre insgesamt sechste Veröffentlichung auf dem Label Casablanca Records.

## Entstehungsgeschichte
Nachdem das von Bob Ezrin produzierte Vorgängeralbum Destroyer das bis dahin kommerziell erfolgreichste Studioalbum der Gruppe gewesen war, nahm für Rock and Roll Over wieder Eddie Kramer den Platz am Mischpult ein. Destroyer war sehr stark radioorientiert produziert worden, Kramer versuchte bei Rock and Roll Over, sich wieder mehr dem rauen Livesound der Band zu nähern.
Die Aufnahmen fanden in der Zeit vom 13. September bis 4. Oktober 1976 im Star Theatre in Nanuet (New York), einem Veranstaltungsort für Konzerte mit 1000 Plätzen, statt, und Kramer nutzte den Platz, der sich ihm bot: Die Mitglieder der Band wurden in der Regel auf der absenkbaren Bühne untergebracht, die nach unten gefahren worden war. Die Verstärker wurden dann in Richtung der von dort abgehenden Gänge positioniert, um einen natürlichen Hall aufnehmen zu können. Außerdem wurden einzelne Musiker der Gruppe je nach Klangbedürfnis in verschiedenen Räumen untergebracht und per Video mit dem Kontrollraum verbunden. Dies ging so weit, dass Schlagzeugaufnahmen in einem Toilettenraum stattfanden.
Aufnahmemikrofone waren über das gesamte Theater verteilt, sogar in der Sitzreihe 30, also weit ab von der Bühne, wurden Tonaufzeichnungen gemacht. Durch die strikte Trennung der Aufnahmebereiche konnte für jedes Instrument eine komplett reine Tonspur aufgenommen werden, die keinerlei Störgeräusche von anderen Instrumenten aufgezeichnet hatte, obwohl die Mitglieder der Gruppe während der Aufnahme live, also gleichzeitig, spielten.
Rock and Roll Over war das erste und einzige in Originalbesetzung aufgenommene Kiss-Studioalbum, bei dem Leadgitarrist Ace Frehley gar nicht am Songwriting der veröffentlichten Titel beteiligt war. Allerdings war für ihn ein Titel vorgesehen gewesen, bei dem er seinen Einstand als Leadsänger geben sollte: Queen for a Day – als jedoch der Gesang aufgezeichnet werden sollte, verzichtete Frehley. Queen for a Day blieb daher als Instrumental auf den Mastertapes erhalten, der Song wurde jedoch nicht veröffentlicht.
Der Titel Hard Luck Woman war von Paul Stanley geschrieben worden, der sich gewünscht hatte, dass Rod Stewart Interesse hätte, ihn zu singen. Letztlich verwertete die Gruppe den Song aber selbst und ließ Peter Criss den Gesang übernehmen.

### Cover und Ausstattung
Das Cover des Albums wurde von Michael Doret gezeichnet, der 2009 auch das Cover für Sonic Boom zeichnete. Die Innenhülle war komplett in Schwarz gehalten und zeigte ein diamantförmiges Kiss-Logo. Zusätzlich zur Schallplatte enthielt es einen Fragebogen der Kiss Army (dem Fanclub der Gruppe), einen Bogen mit Angeboten für T-Shirts, Gürtelschnallen und andere Merchandise-Artikel, sowie einen großen quadratischen Aufkleber mit dem Covermotiv, der in Sektionen abziehbar war, sodass einzelne Elemente des Motivs an verschiedenen Stellen aufgeklebt werden konnten.

## Veröffentlichung
Rock and Roll Over erschien in den USA am 1. November 1976, in Deutschland zehn Tage später. Als Singles wurden Hard Luck Woman (Dezember) und später Calling Dr. Love (März 1977) veröffentlicht, die beide die Top 40 der Billboard Hot 100 erreichten – allerdings unter Zuhilfenahme damals üblicher Tricks: Mittels Payola nahm Casablanca Records Einfluss auf die Gestaltung der Charts, um den Effekt zu erzielen, dass die Band nach dem Charterfolg der Single Beth auch die Substanz hatte, weitere Hits abzuliefern.

## Titelliste
1. 3:04 I Want You (Gesang: Paul Stanley; Text und Musik: Paul Stanley)
2. 2:56 Take Me (Gesang: Paul Stanley; Text und Musik: Paul Stanley, Sean Delaney)
3. 3:44 Calling Dr. Love (Gesang: Gene Simmons; Text und Musik: Gene Simmons)
4. 3:27 Ladies Room (Gesang: Gene Simmons; Text und Musik: Gene Simmons)
5. 3:40 Baby Driver (Gesang: Peter Criss; Text und Musik: Peter Criss, Stan Penridge)
6. 3:47 Love ’Em and Leave ’Em (Gesang: Gene Simmons; Text und Musik: Gene Simmons)
7. 3:18 Mr. Speed (Gesang: Paul Stanley; Text und Musik: Paul Stanley, Sean Delaney)
8. 2:34 See you in Your Dreams (Gesang: Gene Simmons; Text und Musik: Gene Simmons)
9. 3:34 Hard Luck Woman (Gesang: Peter Criss; Text und Musik: Paul Stanley)
10. 3:14 Makin’ Love (Gesang: Paul Stanley; Text und Musik: Paul Stanley, Sean Delaney)